# Quintus Fabius Maximus Verrucosus Cunctator
Quintus Fabius Maximus Verrucosus Cunctator (I. e. 260 – I. e. 203) római politikus és hadvezér, négyszeres consul (i. e. 233, 228, 214 és 209), kétszeres dictator (i. e. 221 és 217), 230-ban censor, egyszer consul suffectus (i. e. 215). A Cunctator (tétovázó) ragadványnevet a második pun háború során tanúsított magatartása és stratégiája nyomán kapta. A Verrucosus nevet pedig, mely szemölcsöset jelent, felső ajka feletti szemölcse miatt kapta. Ősi patrícius gensből származott (Fabiusok), apja Quintus Fabius Maximus Gurges volt, nagyapja szintén Q. Fabius Maximus Gurges, dédapja Quintus Fabius Maximus Rullianus volt, mindannyian consulok. Első consulsága idején a senatus triumphust ítélt meg a ligurok feletti győzelme nyomán. Valószínűleg részt vett az első pun háborúban. A háború után lendült fel politikai karrierje, kétszer consul, egyszer pedig censor lett, majd i. e. 218-ban követ volt Karthágó felé. Livius szerint ő üzent hadat a karthágói senatusnak, miután Hannibál  elfoglalta Saguntumot. Valószínűbb azonban az, hogy egyik rokona, Fabius Buteo tette meg ezt.

## Fordítás
- Ez a szócikk részben vagy egészben  a   Fabius Maximus című angol Wikipédia-szócikk ezen változatának fordításán alapul.  Az eredeti cikk szerkesztőit annak laptörténete sorolja fel. Ez a jelzés csupán a megfogalmazás eredetét és a szerzői jogokat jelzi, nem szolgál a cikkben szereplő információk forrásmegjelöléseként.

## További irodalom
- Fabius Maximus. In Plutarkhosz: Párhuzamos életrajzok. Online elérés.

| Elődei: Lucius Postumius Albius és Spurius Carvilius Maximus Ruga | Consul i. e. 233 collega: Manlius Pomponius Matho | Utódai: Marcus Aemilius Lepidus és Marcus Publicius Malleolus |

| Elődei: Lucius Postumius Albius és Cnaeus Fulvius Centumalus | Consul i. e. 228 collega: Spurius Carvilius Maximus Ruga | Utódai: Publius Valerius Flaccus és Marcus Atilius Regulus |

| Elődei: Publius Cornelius Scipio Asina és Marcus Minucius Rufus Marcus Aemilius Lepidus (suff) | Consul i. e. 221 collega: – (dictator) | Utódai: Quintus Lutatius Catulus és Marcus Valerius Laevinus Lucius Veturius Philo |

| Elődei: Cnaeus Servilius Geminus és Caius Flaminius Nepos Marcus Atilius Regulus (suff) | Consul i. e. 217 collega: (dictator) Marcus Minucius Rufus | Utódai: Quintus Lutatius Catulus és Marcus Valerius Laevinus Lucius Veturius Philo |

| Elődei: Marcus Claudius Marcellus (suff) és Tiberius Sempronius Gracchus | Consul i. e. 215 collega: Tiberius Sempronius Gracchus | Utódai: Quintus Fabius Maximus Verrucosus Cunctator és Marcus Atilius Regulus |

| Elődei: Quintus Fabius Maximus Verrucosus Cunctator (suff) és Tiberius Sempronius Gracchus | Consul i. e. 214 collega: Marcus Claudius Marcellus | Utódai: Quintus Fabius Maximus Verrucosus és Tiberius Sempronius Gracchus |

| Elődei: Quintus Fabius Maximus Verrucosus Cunctator és Marcus Claudius Marcellus | Consul i. e. 213 collega: Tiberius Sempronius Gracchus | Utódai: Caius Claudius Centho (dictator) |

| Elődei: Quintus Fulvius Flaccus (dictator) | Consul i. e. 209 collega: Quintus Fulvius Flaccus | Utódai: Marcus Claudius Marcellus és Titus Quinctius Crispinus |